# Милан Бујаковић
Милан Бујаковић (Београд, 9. јун 1987) српски је певач.

## Биографија
Рођен је у Београду, већи део живота проводи у Панчеву, а пошто је рођен у дипломатској породици, део живота провео је и у иностранству, у Аргентини, Италији, итд.
Он је одмалена похађао приватне часове певања и учио да свира гитару. Са шеснаест година осваја прву награду за аматерско такмичење младих талената. Учествовао је на Беовизији и два пута на Песми за Евровизију. Дугогодишњи сарадник му је суграђанин Петар Пупић Егрет. Каријеру гради на различитим фестивалима. Године 2005. учествује на фестивалу Златни акорди, а године 2007. учествује на Радијском фестивалу и фестивалу Први аплауз.
Наступа од 2008. године са београдским бендом Табу по Србији и Европи.

## Дискографија

### Синглови
- Једна суза (2005)
- Нађите је (2007)
- Прва си љубав (2007)
- Изгледа да ми је крај (2008)
- Нити (са Оливером Поповић) (2020)
- Песник туге (2021)
- Не видим себе крај тебе (2021)
- У реду је (2021)
- Феномен (2023)
- Мала (2023)
- Моје-твоје (2024)
- Безбрижно (2024)

## Фестивали
- Једна суза, Златни Акорди 2005, Ковачица
- Нађите је, Радијски Фестивал 2007.
- Прва си љубав, Први Аплауз 2007, Бања Лука
- Изгледа ми да је крај, PAN MUSIC Фестивал 2008, Панчево
- Нити (са Оливером Поповић), Беовизија 2020,
- Феномен, Песма за Евровизију 2023, није се пласирао у финале
- Мала, Београдско пролеће 2023.
- Моје - твоје, Песма за Евровизију 2024, 16. (последње) место
- Безбрижно, Београдско пролеће 2024.
- Сториа, Београдско пролеће 2025. - трећа награда публике